# Бургина, Анна Михайловна
Анна Михайловна (Моисеевна) Бургина (9 февраля 1899, Белосток, Гродненская губерния, Российская империя — 24 октября 1982, Менло-Парк, штат Калифорния, США) — историк, архивист, библиограф, публицист.
Супруга И. Г. Церетели, во втором браке была замужем за Б. И. Николаевским.

## Биография
Анна Бургина родилась в 1899 году в Белостоке в семье Мовши Менделевича Бургина и Хавы Нисоновны Брауде, заключивших брак там же двумя годами ранее. К 1900 году родители расстались и она воспитывалась матерью. Окончила гимназию. Эмигрировала в 1922 году по нансеновскому паспорту. Работала секретарём у Б. И. Николаевского в Берлине.
На её адрес поступали письма от членов нелегального бюро ЦК РСДРП в России, которые они адресовали в Заграничную делегацию.
В 1925 году, опасаясь арестов родственников в России, перебралась в Париж, где была помощницей И. Г. Церетели.
Два года слушала лекции на историческом и юридическом факультетах Берлинского Университета.
В Париже продолжила образование в Сорбонне. В 1930 году, когда И. Г. Церетели отошёл от политической деятельности, отправилась изучать археологию в Афины и Рим, перевела на французский язык два тома истории Византии профессора А. Васильева, а также работу профессора Р. Самойловича «Древняя Италия». (Обе работы были опубликованы в Париже).
С приходом к власти Гитлера вернулась в Берлин, вновь на должность ассистента Николаевского. Активно помогала ему в спасении архивов русских и немецких социал-демократов, в том числе и хранившихся у последних документов 1-го интернационала, рукописей К. Маркса и Ф. Энгельса. В конце 1930-х годов переехала со своим шефом в Париж, где продолжила свою работу до и после оккупации фашистами Франции.
В 1940 году через Марсель эмигрировала в США. Обосновавшись в Нью-Йорке, в течение двух с половиной лет прослушала дополнительный курс на Юридическом факультете Нью-Йоркского Университета. В 1942 году совместно с Б. Николаевским организовала Институт по изучению рабочего вопроса, была его директором до 1948 года. Для библиотеки Конгресса США составила библиографию по истории русского права и внешней политики России.
В 1963 году переехала с Николаевским из Нью-Йорка в Гуверовский институт при Стэнфордском Университете (Калифорния), где помогала в обработке и описании знаменитой коллекции документов Николаевского.
После смерти Николаевского была главным хранителем его архива по социально-политической истории России и Европы конца XIX — первой половины XX века.
Вместе с М. Якобсоном подготовила и издала в 1982 году детальную опись (путеводитель) по обработанным документам коллекции Николаевского.
Анне Бургиной принадлежит библиографическая статья, посвящённая трудам Николаевского, ею же составлен и наиболее полный библиографический список его трудов. Круг её научных интересов обширен, она консультировала американских и европейских исследователей по истории рабочего движения, революций, Гражданской войны и политических партий в России, анализу деятельности социалистов — европейских (К. Каутского, Э. Бернштейна, Р. Гильфердинга) и российских (П. Б. Аксельрода, И. Г. Церетели, Ю. О. Мартова, Ф. И. Дана, В. М. Чернова).
Значительный вклад внесла в реализацию американского межуниверситетского проекта по истории меньшевистского движения (англ. Inter-University Project on the History of Menshevik Movement).
По свидетельству американского профессора-русиста Эммонса Теренса (англ. Terence Emmons), на западе сформировалось целое поколение учёных,…

«…которым Анна Михайловна великодушно помогла в научно-исследовательской работе, затрагивающей вопросы русской истории. … Доказательством ценности той помощи, которую она оказала нам, может служить тот факт, что Анна Михайловна получила около ста благодарностей в опубликованных научных трудах различных авторов. Среди этих авторов были начинающие ученые, кандидаты на учёную степень, и выдающиеся специалисты, как, например, Дж. Кенан».

Анна Бургина скончалась в 1982 году в Калифорнии и похоронена на кладбище города Менло-Парк.

## В воспоминаниях современников
Друзья и коллеги, которым приходилось бок о бок работать с Бургиной, вспоминали её, как человека активного, энергичного, который не представлял для себя ничего хуже, чем бездеятельность:
И. Г. Церетели сообщает Б. И. Николаевскому в своём письме от 9 августа 1924 г:

«…Не могу удержаться, чтобы не рассказать Вам о последнем нашем конфликте, закончившемся одним гениальным изречением. Мы шли по улице, где было много французов. А. М. (Анна Михайловна), по обыкновению, разглагольствовала без умолку, очень громко.
Я попросил её помолчать, хоть на время, пока мы пройдем мимо публики, которую поражала русская речь. А. М. промолчала секунд пять и опять заговорила. Я опять повторил просьбу, и тогда она, с мимикой, Вам знакомой, выражающей, что посягнули на самые священные её права, сказала: „Что Вы мне всё мешаете. Никто не обращает на нас внимания: что же я буду зря молчать!“
Слышал я на своем веку выражение „зря говорить“, но чтобы это „зря“ прибавляли к глаголу „молчать“ — в первый раз довелось узнать. Напишите Ваше мнение — у меня все понятия перевернулись».

## Опубликованные работы
- Бургина А. Социал-демократическая меньшевистская литература: Библиографический указатель. — Stanford, 1968. — 391 c.
- Guide to the Boris I. Nicolaevsky collection in the Hoover Institution Archives / compiled by A.M.Burgina and M.Jacobson. — Stanford, 1989.
- A .A .Vasiliev. Histoire de l’Empire Byzantin . Vol. 1-2. — Paris, 1932. / Перевод с русского П. Бродина и А. Бургиной, издано А. Пикаром (A. Picard), с предисловием Ш. Диля.